# جی‌اسکریپت دات‌نت
جی‌اسکریپت دات‌نت (به انگلیسی: JScript .NET) یک زبان برنامه‌نویسی تحت وب است که توسط مایکروسافت ایجاد شده است.